# Berké Khan
Berké ou Berke Khan (mongol cyrillique : Бэрх хаан ; translittération : Berke Khan, venant de Berx : « difficile »), né après 1205, mort en 1266 ou 1267, petit-fils de Gengis Khan, est le quatrième khan de la Horde d'or de 1257 à 1266, le premier à se convertir à l'islam.

## Biographie
Berké est le fils de Djötchi, fils aîné de Gengis Khan, et le demi-frère de Batu, le fondateur de la Horde d'Or, ainsi que de Orda et Chayban.
Comme aîné des descendants de Djötchi, il succède à son petit-neveu Ulaqtchi, fils de Sartaq, à la tête de la Horde d'Or, dont la capitale est alors à Saraï, sur la basse Volga. Il développe des liens avec des prédicateurs musulmans de Boukhara, notamment le maître soufi Sayf al-Dîn Bâkharzî qui le convertit à l'islam. 
Après la mort du Grand Khan Möngke (1260), Berke se distance du pouvoir suzerain mongol. Il commence à battre sa propre monnaie, dont certaines pièces ont des inscriptions en arabe. Il se range du côté d’Ariq Boqa contre Kubilai Khan dans leur guerre de succession (1260-1264). Il s'empare brièvement de la ville de Herat, qui n'était pas dans on apanage mais dans celui du frère de Kubilai, Houlagou devenu Ilkhan de Perse, qu'il confronte notamment à cause la destruction du califat de Bagdad en 1258. La guerre entre Berké et Houlagou Khan voit Berke emporter quelques victoires dans le Caucase, surtout grâce au général Nogaï, mais il ne peut s'emparer de l'Azerbaïdjan, est repoussé malgré son alliance en 1262 avec le sultan mamelouk Baybars qui règne sur l'Égypte et la Syrie, et Berke finit par y perdre la vie en 1266.
À l'est, Berke n'a pas davantage de succès. Entré en guerre contre djaghataïde Alghu pour tenter de s'emparer de Samarkand et de territoires à l’est de la mer d'Aral, il est vaincu et perd la partie du Khârezm qui était dans son apanage. Ces guerres fragilisent l'unité de l'empire mongol et amorce sa division. 
En 1261, Saraï devient le siège d'un diocèse orthodoxe. Berke est dit avoir fondé Saraï Berke, qui deviendra la nouvelle capitale de la Horde d'Or.
Les accords commerciaux conclus avec l'empire byzantin autorisent le trafic d'esclaves turcs vers l'Égypte à travers les Détroits. Saraï est un important pôle commercial entre l’Orient et l’Occident. Des commerçants vénitiens et génois viennent y acheter des fourrures du Nord ainsi que des esclaves kiptchak qu’ils revendent aux Mamelouks d'Égypte. Grâce à une expédition punitive de Nogay contre Michel Paléologue qui avait refusé de laisser passer un convoi. Le général de Berke, avec l'aide du tsar de Bulgarie, pilla la Thrace et l'empereur paya tribut. Dans le même temps, des hommes sont positionnés sur les axes commerciaux terrestres près du Bosphore et en Bulgarie. 
En Russie, Berké doit lutter contre plusieurs révoltes contre l’occupation mongole, visant en particulier les fonctionnaires percevant les tributs (basmaks).
Lorsqu'il meurt en 1266, le pouvoir passe non à un de ses descndants mais à son petit-neveu Mengü Temür, arrière petit-ils de son prédécesseur Batu khan.